# Flagey-Echézeaux
Flagey-Echézeaux település Franciaországban, Côte-d’Or megyében. Lakosainak száma 494 fő (2022. január 1.). Flagey-Echézeaux Chambolle-Musigny, Boncourt-le-Bois, Saint-Bernard, Villebichot, Vosne-Romanée, Vougeot, Gilly-lès-Cîteaux és Nuits-Saint-Georges községekkel határos.

## Népesség
A település népességének változása:
| Lakosok száma | 236  | 430  | 448  | 500  | 460  | 451  | 473  | 495  | 501  | 494  |
|               | 1968 | 1982 | 1990 | 2006 | 2013 | 2015 | 2017 | 2019 | 2020 | 2022 |